# Montanineta sandra
Genre
Espèce
Synonymes
- Leptoneta sandra Gertsch, 1974

Montanineta sandra, unique représentant du genre Montanineta, est une espèce d'araignées aranéomorphes de la famille des Leptonetidae.

## Distribution
Cette espèce est endémique des États-Unis. Elle se rencontre dans le comté de Mercer en Virginie-Occidentale et dans le comté de Tazewell en Virginie.

## Description
Le mâle holotype mesure 1,9 mm et la femelle paratype 1,8 mm.

## Étymologie
Cette espèce est nommée en l'honneur de Sandra Bird Porterfield.

## Publications originales
- Gertsch, 1974 : The spider family Leptonetidae in North America. Journal of Arachnology, vol. 1, p. 145-203 (texte original).
- Ledford, Paquin, Cokendolpher, Campbell & Griswold, 2011 : Systematics of the spider genus Neoleptoneta Brignoli, 1972 (Araneae : Leptonetidae) with a discussion of the morphology and relationships for the North American Leptonetidae. Invertebrate systematics, vol. 25, no 4, p. 334-388 (texte intégral).